# Hetaerina miniata
Hetaerina miniata är en trollsländeart som beskrevs av Selys 1879. Hetaerina miniata ingår i släktet Hetaerina och familjen jungfrusländor. Inga underarter finns listade i Catalogue of Life.